# Fórmula dentaria

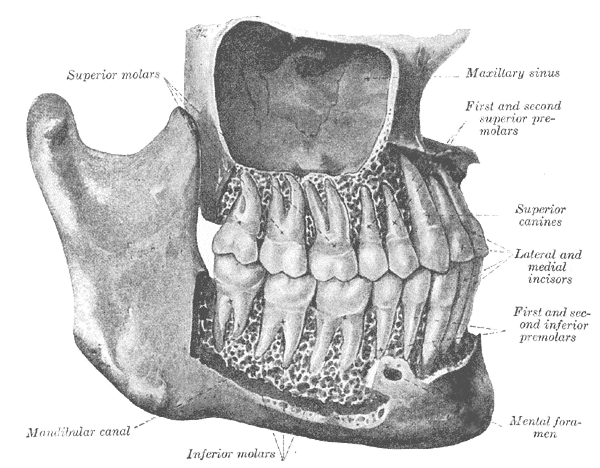
Dentición permanente humana: semiarco maxilar derecho y semiarco mandibular derecho.

Se llama fórmula dentaria a una representación esquemática destinada a visualizar de inmediato la cantidad de piezas, el tipo de cada una y la cantidad de cada tipo en la dentadura de un animal asignado a un taxón correspondiente a la clase de los mamíferos.
Esta clase de vertebrados es la única en la que está generalizado el hecho de que un animal pueda tener dientes de distinta forma y de distinto tamaño: incisivos, caninos, premolares y molares. Este rasgo se conoce como heterodoncia, y al animal que lo presenta se lo califica como heterodonto.
En oposición, se llama homodoncia al rasgo consistente en tener solo dientes de la misma forma y del mismo tamaño, y homodonto al animal que lo presenta.
Con la excepción de algunos taxones supraespecíficos, los mamíferos presentan difiodoncia: durante su desarrollo, tienen primero una dentición decidua (dientes de leche) y después una dentición permanente que va sustituyendo de manera gradual a la primera. Se dice de los animales a los que les corresponde esta característica que son difiodontos. En oposición, se dice que presentan monofiodoncia aquellos animales cuya dentición es la misma durante toda su vida, y se dice de ellos que son monofiodontos. De aquellos otros cuya dentición va cambiando repetidamente a lo largo de su vida se dice que son polifiodontos (o que presentan polifiodoncia).
En los mamíferos, además, todos los miembros de una misma especie (y hasta de un taxón de categoría superior a la de especie) presentan generalmente una cantidad fija de dientes en el estado adulto, de manera que el estudio de la dentición supone un procedimiento útil para la identificación de los fósiles y para el desentrañamiento de las relaciones sistemáticas entre
los mamíferos vivientes.

## Expresión de la fórmula dentaria
En una de sus expresiones tradicionales, la fórmula dentaria se cifra mediante una serie de quebrados en la que cada uno de ellos representa un tipo de diente: en el numerador se consigna la cantidad de piezas de ese tipo que hay en un semiarco maxilar; y en el denominador, la correspondiente al semiarco mandibular del mismo lado. De esta manera, la cantidad total de dientes de un tipo determinado será el resultado de multiplicar por dos la suma de la cantidad del numerador y la del denominador.
En otra expresión tradicional de la fórmula dentaria, en el numerador se consignan las cantidades de los distintos tipos de diente que hay en un semiarco maxilar, separadas entre ellas por dos puntos, por guion o por raya; y en el denominador, las correspondientes al semiarco mandibular del mismo lado separadas igualmente.
No se trata, pues, de la representación de una división, sino de un esquema gráfico en el que media parte superior de la dentadura está representada en el "numerador" y la media parte inferior del mismo lado en el "denominador", y en la que los dos puntos, los guiones o las rayas, que pueden ser sustituidos por otros signos, cumplen la función de separadores de las cantidades.
Tómese como ejemplo la siguiente representación de la dentición humana, que en total está compuesta por 8 incisivos, 4 caninos, 8 premolares y 12 molares; al considerar solo un semiarco maxilar y un semiarco mandibular, se obtiene:
I: {\displaystyle {\frac {2}{2}}}; C: {\displaystyle {\frac {1}{1}}}; Pm: {\displaystyle {\frac {2}{2}}}; M: {\displaystyle {\frac {3}{3}}\times 2\,=\ 32}
Esa fórmula se puede simplificar así:
| 2.1.2.3 |
| 2.1.2.3 |

Aplicada la fórmula a la dentición decidua, se añade a las siglas que indiquen el tipo de diente otra sigla que indique que se trata de diente de leche. Por ejemplo, «l» (de leche); o bien, «d» (deciduo).
La primera dentición humana consta de 8 incisivos, 4 caninos y 8 molares, sin premolares. Se puede representar así:
Id: {\displaystyle {\frac {2}{2}}}; Cd: {\displaystyle {\frac {1}{1}}}; Pmd: {\displaystyle {\frac {0}{0}}}; Md: {\displaystyle {\frac {2}{2}}\times 2\,=\ 20}
Si la serie dentaria maxilar y la mandibular son iguales, en algunos textos se expresa la fórmula sin fracción. Así puede encontrarse, por ejemplo, en  "The Cambridge Dictionary of Human Biology and Evolution" ("El diccionario de Cambridge de la biología y la evolución humanas").
Puesto que los dientes de los mamíferos se han especializado para distintos cometidos, buena parte de estos animales ha ido perdiendo durante su evolución los dientes que no eran necesarios para su adaptación. A su vez, la forma del diente ha sufrido también modificaciones evolutivas como resultado de la selección natural, sean por especialización alimentaria o sean por otros motivos. A lo largo del tiempo, los diferentes grupos de mamíferos han ido adquiriendo distintas características dentarias: en la cantidad total de piezas, en la de cada tipo de ellas, y en la forma y el tamaño de la superficie de masticación.
La mayor cantidad de dientes registrada en un mamífero placentario es de 48, con la siguiente fórmula:
| 3.1.5.3 |
| 3.1.5.3 |

No hay especie actual de mamífero placentario con tal cantidad de piezas dentales. Entre las actuales, la fórmula que corresponde a la cantidad máxima de piezas es la siguiente:
| 3.1.4.3 |
| 3.1.4.3 |

La dentadura de los mamíferos suele ser simétrica, pero no es siempre así. La fórmula correspondiente al aye-aye es:
| 1.0.1.3 |
| 1.0.0.3 |

Ese último ejemplo ilustra la conveniencia de la representación de cuadrantes superiores e inferiores.
También puede expresarse la fórmula dentaria de manera que se consignen todas las piezas: las correspondientes a los dos semiarcos maxilares y las correspondiente a los dos semiarcos mandibulares. En esa representación, la parte de la dentadura de cada semiarco maxilar aparece como imagen especular del otro, y lo mismo ocurre con los semiarcos mandibulares.

## Empleo de la fórmula en taxones de categoría supraespecífica
Además de la aplicación específica, la fórmula dentaria se emplea también para describir la dentición de taxones de categoría superior, como son el género, la familia, el orden, etc. En muchas ocasiones, la dentadura (y, por tanto, la fórmula) es similar o hasta igual entre especies próximas filogenéticamente; en otras, puede variar mucho.
Por ejemplo, la fórmula dentaria humana es la misma que la de todos los monos del Viejo Mundo, pero si consideramos por entero el suborden de los haplorrinos, que incluye también a los monos del Nuevo Mundo y a los de la familia de los tarseros, se advertirá una variabilidad en la cantidad total de piezas dentales o en la de algunos tipos de ellas.
La dentadura de los titíes del género Callithrix y la de los tamarinos también consta de 32 piezas, pero la proporción de molares y premolares es inversa a la del caso humano:
Homo sapiens: 
| 2.1.2.3 |
| 2.1.2.3 |

Callithrix y tamarinos:
| 2.1.3.2 |
| 2.1.3.2 |

Los monos capuchinos presentan un total mayor de dientes, al tener la misma cantidad de premolares que de molares (12), de manera que su dentadura consta de 36 piezas.
Homo sapiens:
| 2.1.2.3 |
| 2.1.2.3 |

Monos capuchinos:
| 2.1.3.3 |
| 2.1.3.3 |

Por su parte, los társidos carecen de 2 de los incisivos inferiores:
Homo sapiens:
| 2.1.2.3 |
| 2.1.2.3 |

Társidos:
| 2.1.2.3 |
| 1.1.2.3 |

Así, la variabilidad entre los haplorrinos puede resumirse mediante una fórmula como esta:
I: {\displaystyle {2 \over {1-2}}}; C: {\displaystyle {1 \over 1}}; Pm: {\displaystyle {{2-3} \over {2-3}}}; M: {\displaystyle {{2-3} \over {2-3}}\times 2\,=\ 32-36}
Se expresa de esa manera que la cantidad total de dientes en el grupo varía entre 32 y 36, que siempre hay 4 caninos (uno por cada semiarco maxilar y uno por cada semiarco mandibular) y 4 incisivos superiores, y que pueden variar en las cantidades que se indican los incisivos inferiores, los premolares y los molares.
Esa fórmula puede simplificarse así:
| 2.1.2-3.2-3   |
| 1-2.1.2-3.2-3 |

## Diferencias en la numeración de las piezas
Se numeran los dientes empezando por el n.º 1, salvo en el caso de los premolares, que han de acabar con el 4. De esa manera, los dientes humanos se numeran así: I1, I2, C1, P3, P4, M1, M2, M3. En el caso humano, el tercer molar es lo que se llama muela del juicio, se haya producido su erupción o no.
Tratándose de las piezas deciduas, hay un desacuerdo en cuanto a si el tercer tipo es premolar (como es consenso general entre los mastozoólogos) o se trata de molar (opinión generalizada entre los especialistas en anatomía humana). Hay por tanto discrepancia entre la nomenclatura empleada en la zoología y aquella otra empleada en la odontología, lo que se debe a que el léxico de la odontología humana, que ha prevalecido en general, no ha incorporado los conceptos de la teoría evolutiva de la dentición de los mamíferos. En los mamíferos primitivos, la dentadura presenta 4 premolares en cada semiarco maxilar y en cada semiarco mandibular; por tanto, la fórmula consigna 4 en cada cuadrante. En contraste, todos los primates actuales han perdido al menos el primer premolar.

« Por tanto, la mayor parte de los prosimios y de los platirrinos presenta tres premolares. Algunos géneros han perdido más de uno: el segundo premolar ha desaparecido en todos los catarrinos. Por tanto, es legítimo indicar los que se conservan como P2, P3 y P4 en los primeros casos, y P3 y P4 en los otros. No obstante, la odontología tradicional los indica como P1 y P2.»

## Secuencia de erupción dentaria
Se conoce como «secuencia de erupción dentaria» al orden en que emergen de las encías las piezas dentales.
En cercopitecoideos como los macacos y en antropoides como los chimpancés y los australopitecinos, tiene lugar esta secuencia de erupción: M1 I1 I2 M2 P3 P4 C M3. En cambio, en los humanos anatómicamente modernos se produce esta otra: M1 I1 I2 C P3 P4 M2 M3. Se observa una inversión de las posiciones del segundo molar y del canino en cada secuencia con respecto a la otra. Cuanto más tarde comienza la aparición de los dientes, tanto antes aparecen en la secuencia las piezas anteriores (incisivos, caninos y premolares: I1 - P4).

## Ejemplos de fórmulas dentarias
| 5.1.3.4 |
| 4.1.3.4 |

| 0.0.7.1 |
| 0.0.7.1 |

| 2.0.3.3 |
| 1.0.2.3 |

| 3.1.4.2 |
| 3.1.4.2 |

| 3.1.3.1 |
| 3.1.2.1 |

| 3.1.2.3 |
| 3.1.2.3 |

| 2.1.2 |
| 2.1.2 |

| 2.1.2.3 |
| 2.1.2.3 |

| 2.1.3.3 |
| 2.1.3.3 |

| 2.1.2.3 |
| 2.0.2.3 |

| 2.1.2.3 |
| 1.1.2.3 |

| 2.1.2.3 |
| 2.0.2.3 |

| 2.1.2.3 |
| 1.1.2.3 |

| 2.1.3.3 |
| 2.1.3.3 |

| 0.1.3.3 |
| 2.1.3.3 |

| 2.1.3.3 |
| 1.1.3.3 |

| 2.1.3.3 |
| 2.1.3.3 |

| 2.1.3.2 |
| 2.1.3.2 |

| 2.1.2 |
| 2.1.2 |

| 2.1.2.3 |
| 2.1.2.3 |

| 3.0.3.0 |
| 3.0.3.0 |

| 3.0-1.3-4.3 |
| 3.0-1.3.3   |